# Edisto memorial gardens
Los Jardines memoriales de Edisto, en inglés Edisto Memorial Gardens, es un bosque acotado, arboreto y jardín botánico de 0.61 km² (150 acres) de extensión que se encuentra en el estado de Carolina del Sur en la ciudad de Orangeburg.

## Localización
Los jardines están situados dentro de los límites de la ciudad en la "U.S. Highway 301" a sólo cuatro cuadras del centro de la ciudad. Las floraciones promedio pico de primavera de manzano silvestre, azaleas, cornejo, etc es del 15 de marzo al 15 de abril.
Edisto Memorial Gardens 250 Riverside DR, Orangeburg, Orangeburg county, South Carolina SC 29118  United States of America-Estados Unidos de América
Planos y vistas satelitales33°29′49″N 80°51′44″O / 33.49694, -80.86222.
Los Edisto Memorial Gardens están abiertos siete días a la semana desde el amanecer hasta el anochecer. La entrada es gratis para el público.

## Historia
En los terrenos que actualmente ocupan los Edisto Memorial Gardens en 1865, estuvo concentrada una fuerza de al menos seiscientos soldados confederados. Los soldados detuvieron temporalmente el avance del ejército de la Unión. El 12 de febrero de 1865, flanqueados por una fuerza mucho más grande, estos defensores se vieron obligados a retirarse a Columbia. En su honor hay un marcador en este sitio.
Este sitio fue desarrollado por primera vez como parque en la década de 1920 con algunas azaleas en 5 acres de tierra. Unos campos de deportes se añadieron en 1922, y un invernadero junto con un vivero en 1947. Para acrecentar su atractivo la primera rosaleda fue plantada en 1951. Actualmente, hay más de 82 camas de rosas que van desde miniaturas a grandifloras y rosales trepadores. La fuente fue trasladada de la Memorial Plaza y se coloca en la entrada de los jardines en 1950 para honrar a los valientes individuos que dieron sus vidas en la Primera y Segunda Guerra Mundial, la guerra de Corea, y el conflicto de Vietnam. El nombre fue cambiado al de «"Edisto Memorial Gardens"». Los jardines atraen a visitantes de todo el estado.
Aquí se celebra cada año el Festival de las rosas de Orangeburg, uno de los principales veinte eventos de la Sociedad de Turismo del Sureste, y se lleva a cabo en Orangeburg el fin de semana antes del día de la Madre en mayo de cada año para celebrar el florecimiento de las rosas de la Ciudad.
Los "Edisto Memorial Gardens" muestra las rosas galardonadas el año pasado y el actual por el All-America Rose Selections. Alberga 4800 plantas que representan al menos 75 variedades de rosas que están siempre etiquetadas en exhibición en los jardines. Este sitio también tiene el honor de ser uno de los 15 jardines de pruebas oficiales en Estados Unidos por el All-America Rose Selections, Inc. Este jardín de pruebas, que fue establecido en 1973, está dedicado a reconocer hasta cinco de los más deseados híbridos de rosas nuevas de cada año.
En 2008, los jardines se afiliaron con el programa de pruebas de la American Rose Society - Premio a la Excelencia. Este programa recoge los mejores rosales miniaturas en los Estados Unidos. La rosa llamada 'Edisto' es uno de los ganadores.
También el 18 de septiembre de 2008, se creó un jardín de rosas  Noisette el "Noisette Rose Garden". Creado por la ciudad de Orangeburg y la «"South Carolina Rose Society"», este jardín cuenta con 55 variedades de rosas Noissette. Esta rosa es solamente la clase de rosa híbrido antiguo que se cree originaria de los Estados Unidos más concretamente de Charleston. Bill Patterson, presidente de la Sociedad de la rosa de Carolina del Sur, estimó que había cerca de 250 variedades de rosas Noisette en Carolina del Sur en la década de 1800, y todavía existen de 75 a 80 actualmente.

## Colecciones
En este jardín botánico se albergan las siguientes secciones:
- Rosaleda que alberga uno de los 15 jardines de pruebas existentes en los Estados Unidos del All-America Rose Selections. Con 4800 plantas que representan al menos 75 variedades de rosas que están siempre etiquetadas. Una sección del jardín dedicado a las rosas Noissette el "Noissette Rose Garden", que cuenta con 55 variedades de híbridos Noisette.
- En julio de 1992, se añadió un nuevo tema principal de los jardines con la creación del Parque de los Humedales Horne. Este paseo marítimo lleva al visitante en un humedal de ciprés calvo Taxodium distichum. El parque también cuenta con un muelle con un mirador. Además incluye los géneros Pinus, Taxus, Juniperus, Cedrus, Cupressus, manzanos silvestres, y cornejos además de diversas variedades de  arbustos entre ellos azaleas. El paseo marítimo es totalmente accesible para discapacitados.
- Los jardines también cuentan con un jardín de mariposas, un jardín de serenidad, y un jardín sensorial. También, una bonita terraza con jardín se ha desarrollado en el lado del río del Centro de las Artes.
- The Children's Garden Christmas (El jardín de los niños en Navidad) es un paseo para la exhibición de la iluminación de estas festividades coordinado por la ciudad de Orange, el Departamento de Parques y Recreación y el Departamento de Servicios Públicos. Este evento es un espectáculo de numerosas luces, cuenta con una sola pista de media milla a través de los Edisto Memorial Gardens ofrece 30 escenas animadas, 20 fijas pantallas y 60 cerezos iluminados. Los niños caminan con un adicional de 18 pantallas. Las pantallas iluminadas varían en tamaño de 6 pies a 20 pies de altura. Los jardines están iluminados los siete días de la semana desde el lunes antes de Acción de Gracias hasta el Día de Año Nuevo para todos a disfrutar de forma gratuita.[2]